# Astrámpsico
Astrámpsico (en griego Ἀστράμψυχος) es el pseudónimo de un escritor de magia griego del siglo II d. C. Escribió un poema en versos yámbicos titulado La interpretación de los sueños (en griego Ὀνειροκριτικόν). El léxico Suda le atribuye también un tratado Las enfermedades de los asnos y su tratamiento.
El pseudónimo Astrámpsico está inspirado en el nombre de un mago persa contemporáneo de Alejandro Magno.
Se le atribuye una obra titulada Oráculos de Astrámpico (en latín Oracula o Astrampsychi oraculorum decades ciii), una recopilación de preguntas y respuestas sobre el futuro. Incluye 92 preguntas (como εἰ πλεύσω ἀκινδύνως, "Si navegaré sin peligro") y diez respuestas para cada una de ellas (como οὐ παραμενεῖ σοι ἡ γυνὴ ἕως γέρως, "Tu mujer no seguirá contigo hasta que te hagas viejo").
También se le atribuye un lapidario náutico. De este hay tres copias: Parisinus Graecus 2424, 2421 y 2422; la primera del siglo XIV y las dos restantes del siglo XVI.